# Le Trésor du Guatemala

Le Trésor du Guatemala (The Treasure of the Golden Condor) est un film américain réalisé par Delmer Daves, sorti en 1953.

## Synopsis
En France, à l’époque de Louis XV, Jean Paul dépossédé de ses biens par son oncle le marquis de Saint-Malo, s’en va en Amérique centrale à la recherche d’un fabuleux trésor aztèque, puis revient pour se venger.

## Fiche technique
- Titre français : Le Trésor du Guatemala
- Titre original : The Treasure of the Golden Condor
- Réalisateur : Delmer Daves
- Scénario : Delmer Daves
- D’après le roman de Edison Marshall
- Musique : Sol Kaplan
- Production : Jules Buck pour 20th Century Fox
- Photographie : Edward Cronjager
- Costumes : Dorothy Jeakins
- Montage : Robert Simpson
- Couleur : Color (Technicolor)
- Durée : 90 minutes

## Distribution
- Cornel Wilde (VF : Roland Ménard) : Jean-Paul
- Constance Smith (VF : Claire Guibert) : Clara
- Finlay Currie (VF : Jean Toulout) : MacDougal
- Anne Bancroft (VF : Nelly Benedetti) : Marie
- George Macready (VF : Jean-François Laley) : Marquis de Saint-Malo
- Fay Wray (VF : Lita Recio) : Annette, Marquise de St. Malo
- Leo G. Carroll (VF : Stéphane Audel) : Raoul Dondel
- Konstantin Shayne (VF : Gérard Ferat) : père Benoit
- Tudor Owen (VF : Paul Bonifas) : Fontaine
- Walter Hampden (VF : Lucien Blondeau) : Pierre Champlain
- Ken Herman (VF : Georges Hubert) : François
- Donald Lawton (VF : Lucien Bryonne) : Clerc de Dondel
- Paul Bryar (VF : Jean Violette) : le geôlier
- John Parrish : Turnkey
- Ernest Borgnine
- May Wynn (non créditée) : une servante